# Moste (Lublana)

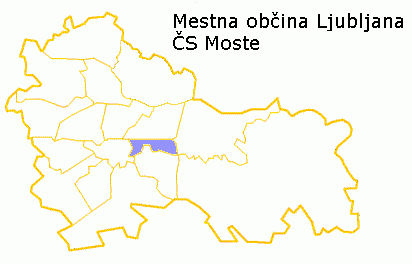
Moste na tle całej Aglomeracji Lublana

Moste – dzielnica Lublany, stolicy Słowenii. Znajduje się ona we wschodniej części miasta. Zajmuje powierzchnię 340 ha. Liczba mieszkańców wynosi 21 659 (2020).